# Carlo Croccolo
Carlo Croccolo (Napoli, 9 aprile 1927 – Castel Volturno, 12 ottobre 2019) è stato un attore e doppiatore italiano.

## Biografia
Carlo Cròccolo cominciò la carriera artistica nel 1950, interpretando alla radio Don Ciccillo si gode il sole, in teatro L'Anfiparnaso, diretto da Mario Soldati, e al cinema il film I cadetti di Guascogna.

### Il cinema

Un giovane Carlo Croccolo (con alle sue spalle Michelangelo Verso)

Negli anni cinquanta e sessanta interpretò molti film con alcuni dei più grandi comici italiani, tra cui 47 morto che parla, Miseria e nobiltà, Totò lascia o raddoppia? e Signori si nasce con Totò, Ragazze da marito con Eduardo De Filippo, Non è vero... ma ci credo con Peppino De Filippo.

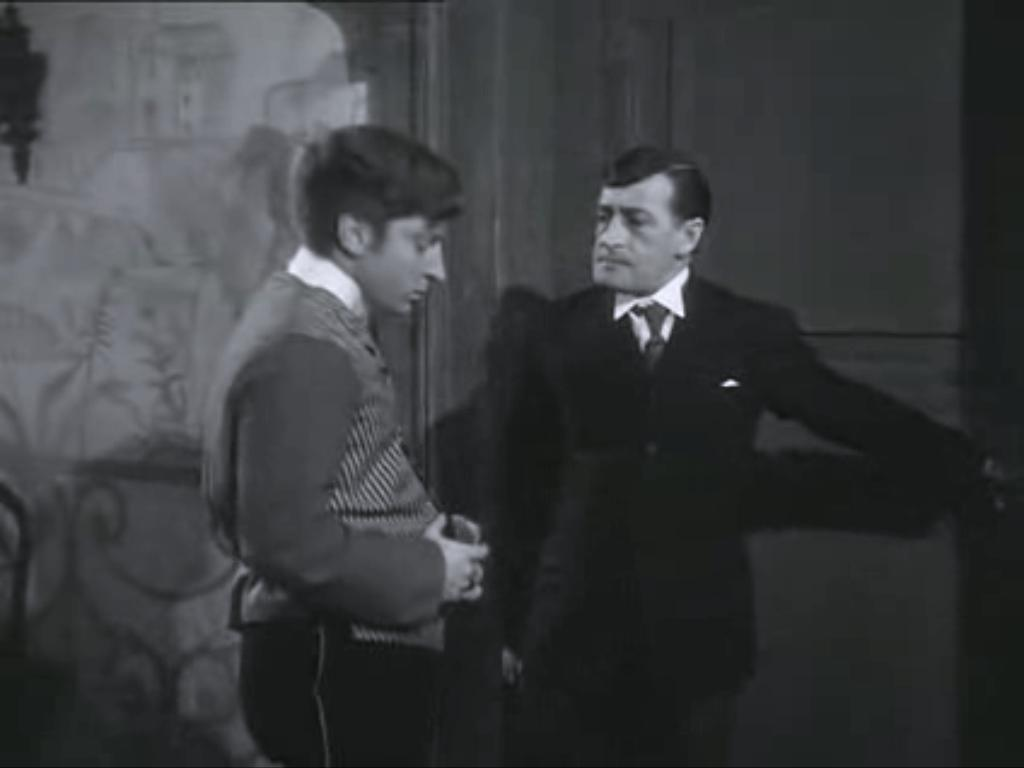
Carlo Croccolo con Totò nel film 47 morto che parla (1950)

In totale apparve in 118 film, tra cui vanno ricordati Ieri, oggi, domani di Vittorio De Sica, Una Rolls-Royce gialla con Ingrid Bergman, Casotto di Sergio Citti, Via Lattea... la prima a destra di Ninì Grassia, 'O re di Luigi Magni (David di Donatello e Ciak d'oro come migliore attore non protagonista nel 1988), Camerieri di Leone Pompucci, Tre uomini e una gamba con il trio Aldo, Giovanni e Giacomo, Li chiamarono... briganti! di Pasquale Squitieri, film incentrato sul brigante Carmine Crocco, e Amore con la S maiuscola con Lunetta Savino.
Nel 1971 scrisse e diresse i film western Una pistola per cento croci e Black Killer, firmandoli con lo pseudonimo Lucky Moore.
Vinse il David di Donatello nel 1989 per la sua interpretazione nel film 'O re.

### Il doppiaggio
Carlo Croccolo lavorò moltissimo anche come doppiatore, prestando, tra gli altri, la sua voce ad Oliver Hardy (succedendo in questo ruolo ad Alberto Sordi), prima negli anni cinquanta con Fiorenzo Fiorentini e poi negli anni sessanta con Franco Latini. In alcuni casi doppiò perfino entrambi i personaggi di Stanlio & Ollio, come ad esempio ne L'eredità o Tempo di pic-nic.
A partire dal 1957 inoltre doppiò Totò in alcune scene realizzate in esterno, dove non era utilizzabile l'audio registrato sul set in presa diretta: a causa dei suoi problemi di vista il grande comico napoletano non era più in grado di doppiarsi sincronizzando la voce con il labiale sullo schermo. Fu lo stesso Antonio de Curtis a proporre Croccolo come doppiatore ricordandosi di essere già stato doppiato da lui in francese durante il suo soggiorno in Canada. Per esplicita disposizione contenuta nel contratto-tipo di Totò, Croccolo fu l'unico doppiatore autorizzato dall'attore stesso (le scene dei film usciti postumi furono doppiate da Alighiero Noschese). Nel 1964 i due scrissero insieme la sceneggiatura per un film, Fidanzamento all'italiana, che non fu mai realizzato. Tra i doppiaggi di Croccolo nei film con Totò si ricordano la voce della baronessa in Totò diabolicus e quello nel film I due marescialli: nella scena finale, girata in una stazione, presta la voce anche a Vittorio De Sica.
Croccolo fu a sua volta doppiato da Carlo Romano in Fra' Manisco cerca guai..., da Oreste Lionello in Come imparai ad amare le donne e da Giacomo Furia in Colpo grosso alla napoletana.

### La televisione
La sua prima apparizione televisiva risale al 1956 nello sceneggiato L'Alfiere, in un ruolo secondario, seguita da una partecipazione a Il Musichiere, nel 1960 (entrambe sull'allora Programma Nazionale), e a Za-bum n.2, nel 1965 su Rai 2. Nel 1977, sempre su Rai 2, condusse la trasmissione televisiva Il Borsacchiotto. Tra il 1996 e il 1999 girò le serie televisive Dio vede e provvede, L'ispettore Giusti e il film TV Come quando fuori piove, andati in onda su Canale 5 e Rete 4. Nel 2006, 2008 e 2010 partecipò alla fiction televisiva Capri, andata in onda su Rai 1, nella parte del pescatore Totonno.

### Il teatro
Molto intensa fu anche la sua attività teatrale, per la quale si segnalano le interpretazioni ne La grande magia di Eduardo De Filippo diretto da Giorgio Strehler e nelle commedie di Garinei e Giovannini Rinaldo in campo e Aggiungi un posto a tavola.

### La morte
Morì il 12 ottobre 2019 all’età di 92 anni nella sua casa di Castel Volturno, dove viveva con la moglie Daniela Cenciotti. La camera ardente fu allestita il giorno seguente nel municipio della città mentre i funerali religiosi vennero celebrati a Napoli nella chiesa di San Ferdinando. Dopo la cremazione, le ceneri furono tumulate nel cimitero comunale di Castel Volturno.

## Filmografia

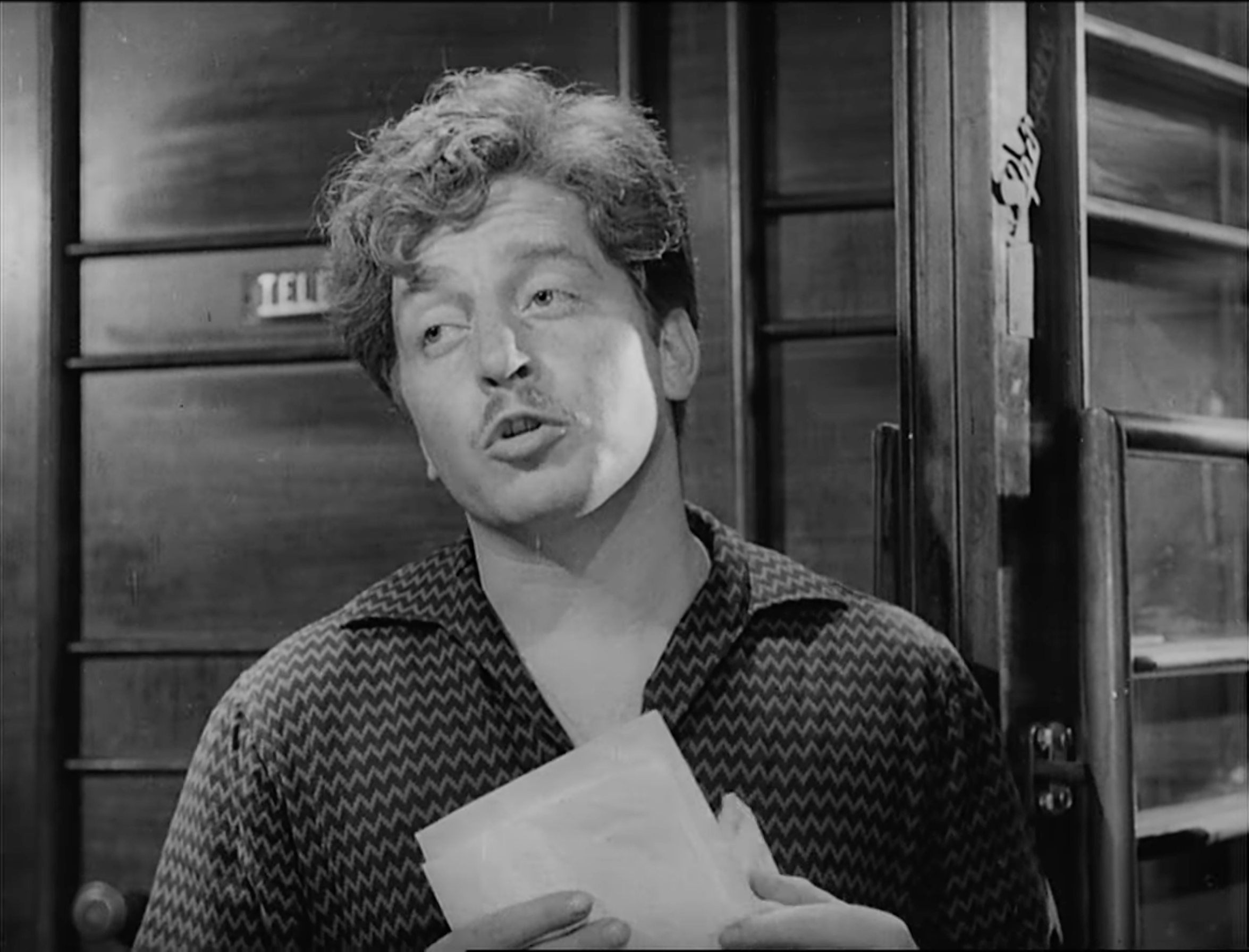
Carlo Croccolo in Ragazze da marito (1952)

Carlo Croccolo in Mi manda Picone (1983)

### Attore

#### Cinema
- Il conte di Sant'Elmo, regia di Guido Brignone (1950)
- 47 morto che parla, regia di Carlo Ludovico Bragaglia (1950)
- Tototarzan, regia di Mario Mattoli (1950)
- L'inafferrabile 12, regia di Mario Mattoli (1950)
- I cadetti di Guascogna, regia di Mario Mattoli (1950)
- Totò sceicco, regia di Mario Mattoli (1950)
- Ha fatto 13, regia di Carletto Manzoni (1951)
- Auguri e figli maschi!, regia di Giorgio Simonelli (1951)
- Vendetta... sarda, regia di Mario Mattoli (1951)
- Libera uscita, regia di Duilio Coletti (1951)
- Porca miseria!, regia di Giorgio Bianchi (1951)
- Stasera sciopero, regia di Mario Bonnard (1951)
- Bellezze in bicicletta, regia di Carlo Campogalliani (1951)
- Arrivano i nostri, regia di Mario Mattoli (1951)
- Licenza premio, regia di Max Neufeld (1951)
- Il caimano del Piave, regia di Giorgio Bianchi (1951)
- La paura fa 90, regia di Giorgio Simonelli (1951)
- Tizio Caio Sempronio, regia di Marcello Marchesi, Vittorio Metz e Alberto Pozzetti (1951)
- Ragazze da marito, regia di Eduardo De Filippo (1952)
- Primo premio: Mariarosa, regia di Sergio Grieco (1952)
- L'eterna catena, regia di Anton Giulio Majano (1952)
- Non è vero... ma ci credo, regia di Sergio Grieco (1952)
- Siamo tutti milanesi, regia di Mario Landi (1953)
- La figlia del reggimento, regia di Goffredo Alessandrini e Géza von Bolváry (1953)
- Cuttica, episodio di Gran varietà, regia di Domenico Paolella (1953)
- Di qua, di là del Piave, regia di Guido Leoni (1954)
- Miseria e nobiltà, regia di Mario Mattoli (1954)
- Assi alla ribalta, regia di Ferdinando Baldi e Giorgio Cristallini (1954)
- Rosso e nero, regia di Domenico Paolella (1954)
- I pinguini ci guardano, regia di Guido Leoni (1955)
- Il più comico spettacolo del mondo, regia di Mario Mattoli (1955)
- Altair, regia di Leonardo De Mitri (1955)
- Totò lascia o raddoppia?, regia di Camillo Mastrocinque (1956)
- Cerasella, regia di Raffaello Matarazzo (1959)
- Signori si nasce, regia di Mario Mattoli (1960)
- Appuntamento a Ischia, regia di Mario Mattoli (1960)
- Il mio amico Jekyll, regia di Marino Girolami (1960)
- Fontana di Trevi, regia di Carlo Campogalliani (1960)
- Meravigliosa, regia di Carlos Arévalo e Siro Marcellini (1960)
- Mina... fuori la guardia, regia di Armando William Tamburella (1961)
- Fra' Manisco cerca guai..., regia di Armando William Tamburella (1961)
- L'amante di 5 giorni (L'amant de cinq jours), regia di Philippe de Broca (1961)
- Maciste contro Ercole nella valle dei guai, regia di Mario Mattoli (1961)
- Pesci d'oro e bikini d'argento, regia di Carlo Veo (1961)
- Gli eroi del doppio gioco, regia di Camillo Mastrocinque (1962)
- Jessica, regia di Oreste Palella (1962)
- Cronache di un convento (The Reluctant Saint), regia di Edward Dmytryk (1962)
- I quattro moschettieri, regia di Carlo Ludovico Bragaglia (1963)
- Spionaggio a Casablanca (Noches de Casablanca), regia di Henri Decoin (1963)
- Adelina, episodio di Ieri, oggi, domani, regia di Vittorio De Sica (1963)
- Panic Button... Operazione fisco! (Panic Button), regia di George Sherman e Giuliano Carnimeo (1964)
- I marziani hanno 12 mani, regia di Castellano e Pipolo (1964)
- 6 pallottole per Ringo Kid (Freddy und das Lied der Prärie), regia di Sobey Martin (1964)
- Una Rolls-Royce gialla (The Yellow Rolls-Royce), regia di Anthony Asquith (1964)
- Non son degno di te, regia di Ettore Maria Fizzarotti (1965)
- Testa di rapa, regia di Giancarlo Zagni (1966)
- Perdono, regia di Ettore Maria Fizzarotti (1966)
- Io, io, io... e gli altri, regia di Alessandro Blasetti (1966)
- Dio, come ti amo!, regia di Miguel Iglesias (1966)
- Caccia alla volpe, regia di Vittorio De Sica (1966)
- Come imparai ad amare le donne, regia di Luciano Salce (1966)
- Colpo grosso alla napoletana (The Biggest Bundle of Them All), regia di Ken Annakin (1968)
- Diabolik, regia di Mario Bava (1968)
- Il diario proibito di Fanny, regia di Sergio Pastore (1969)
- Una pistola per cento croci, regia di Carlo Croccolo (1971)
- Black Killer, regia di Carlo Croccolo (1971)
- Passi furtivi in una notte boia, regia di Vincenzo Rigo (1976)
- Le seminariste, regia di Guido Leoni (1976)
- Signore e signori, buonanotte di registi vari (1976)
- Casotto, regia di Sergio Citti (1977)
- Mi manda Picone, regia di Nanni Loy (1983)
- Massimamente folle, regia di Marcello Troiani (1985)
- Il camorrista, regia di Giuseppe Tornatore (1986)
- Via Lattea... la prima a destra, regia di Ninì Grassia (1989)
- 'o Re, regia di Luigi Magni (1989)
- In nome del popolo sovrano, regia di Luigi Magni (1990)
- L'avaro, regia di Tonino Cervi (1990)
- In camera mia, regia di Luciano Martino (1992)
- Il cielo è sempre più blu, regia di Antonello Grimaldi (1995)
- Uomini uomini uomini, regia di Christian De Sica (1995)
- Camerieri, regia di Leone Pompucci (1995)
- Giovani e belli, regia di Dino Risi (1996)
- Un inverno freddo freddo, regia di Roberto Cimpanelli (1996)
- Amare per sempre (In love and war), regia di Richard Attenborough (1996)
- Consigli per gli acquisti, regia di Sandro Baldoni (1997)
- Tre uomini e una gamba, regia di Massimo Venier e Aldo, Giovanni e Giacomo (1997)
- Il commesso viaggiatore, regia di Francesco Dal Bosco (1999)
- Il guerriero Camillo, regia di Claudio Bigagli (1999)
- Li chiamarono... briganti!, regia di Pasquale Squitieri (1999)
- La vita, per un'altra volta, regia di Domenico Astuti (1999)
- Terra bruciata, regia di Fabio Segatori (1999)
- Ogni lasciato è perso, regia di Piero Chiambretti (2001)
- Amore con la S maiuscola, regia di Paolo Costella (2002)
- Il quaderno della spesa, regia di Tonino Cervi (2003)
- Cose da pazzi, regia di Vincenzo Salemme (2005)
- Italian Dream, regia di Sandro Baldoni (2009)
- Vacanz... ieri, oggi e domani, regia di Lucio Ciotola e Fabio Massa (2014)

#### Televisione
- L'Alfiere, regia di Anton Giulio Majano – miniserie TV (1956)
- Il giornalino di Gian Burrasca, regia di Lina Wertmüller – miniserie TV (1964)
- I legionari dello spazio, regia di Italo Alfaro – miniserie TV (1966)
- Le spie (I Spy) – serie TV, episodio 2x09 (1966)
- Il commissario De Vincenzi – serie TV, episodio 2x02 (1977)
- Un uomo da ridere, regia di Lucio Fulci – miniserie TV (1980)
- Investigatori d'Italia, regia di Paolo Poeti – miniserie TV (1987)
- Vento di mare, regia di Gianfranco Mingozzi – miniserie TV (1991)
- Inside the Vatican – serie TV (1993)
- Pazza famiglia – serie TV (1996)
- Dio vede e provvede – serie TV, episodio 1x01 (1996)
- Quei due sopra il varano – serie TV (1996)
- Un prete tra noi – serie TV, 4 episodi (1997)
- Un posto al sole – serie TV (1997)
- S.P.Q.R. – serie TV (1997)
- Amiche davvero!!, regia di Marcello Cesena – film TV (1998)
- Come quando fuori piove, regia di Bruno Gaburro – film TV (1998)
- L'ispettore Giusti – serie TV, episodio 1x04 (1999)
- Vola Sciusciù, regia di Joseph Sargent – film TV (2000)
- Una storia qualunque, regia di Alberto Simone – miniserie TV (2000)
- Una lunga notte, regia di Ilaria Cirino – film TV (2001)
- Don Matteo – serie TV, episodio 2x07 (2001)
- L'inganno, regia di Rossella Izzo – film TV (2003)
- Cinecittà – serie TV (2003)
- Una famiglia in giallo – serie TV, episodio 1x03 (2005)
- Capri – serie TV, 16 episodi (2006-2010)

### Regista e sceneggiatore
- Una pistola per cento croci (1971)
- Black Killer (1971)

## Programmi TV
- I cinque sensi sono sei (Programma Nazionale, 1954)
- Siparietto (Secondo Programma, 1962)
- Canzoni da mezza sera (Secondo Programma, 1962)
- Za-bum n.2 (Secondo Programma, 1965)
- Cartoline d'auguri (Programma Nazionale, 1965)
- Domenica in tre (Programma Nazionale, 1969)
- Il Borsacchiotto (Rete 2, 1977)

## Prosa televisiva Rai
- So' dieci anne, di Libero Bovio, regia di Vittorio Viviani, trasmesso il 31 gennaio 1961.
- Il tempo e la famiglia Conway, di John Boynton Priestley, regia di Alessandro Brissoni, trasmesso il 1º giugno 1962.
- Il coraggio, di Augusto Novelli, regia di Marcello Sartarelli, trasmesso il 17 giugno 1962
- Luna sulla gran guardia, trasmesso il 29 giugno 1962.
- Una volta nella vita, regia di Mario Landi, trasmesso il 4 febbraio 1963.
- Il giornalino di Gian Burrasca, regia di Lina Wertmüller, trasmesso nel 1964.
- Il delitto, regia di Flaminio Bollini, trasmesso il 12 luglio 1967.
- Il misantropo, di Molière, regia di Flaminio Bollini, trasmesso il 12 maggio 1967.
- Liliom, di Ferenc Molnár, regia di Eros Macchi, trasmesso il 16 gennaio 1968.
- L'albergo del libero scambio, di Georges Feydeau, regia di Mario Missiroli, trasmesso il 1º novembre 1997.

## Doppiaggio
- Oliver Hardy in I monelli, I ladroni, Un nuovo imbroglio, L'eredità, La bugia, Non c'è niente da ridere, Il circo è fallito, Annuncio matrimoniale, Allegri gemelli, Lavori forzati, Zenobia, Tempo di pic-nic, Concerto di violoncello, I due ammiragli, Sotto zero, La sbornia, L'eredità, I polli tornano a casa, Un salvataggio pericoloso, La sposa rapita, I due legionari, Tutto in ordine, Pugno di ferro, La scala musicale, Ospedale di contea, Un'idea geniale, Anniversario di nozze, Lavori in corso, Alchimia, Il regalo di nozze, Andando a spasso, Vita in campagna, Gelosia, Un marito servizievole
- Stan Laurel ne I ladroni, L'eredita, Lavori forzati, Tempo di pic-nic, Un marito servizievole
- Totò ne I due marescialli, Totò diabolicus,[11] Operazione San Gennaro, Le streghe
- Pinuccio Ardia in Operazione San Gennaro, Briganti - Amore e libertà, Operazione San Pietro, Piedino il questurino
- Stelvio Rosi in Il suo nome è Donna Rosa, Mezzanotte d'amore, Venga a fare il soldato da noi
- Mario Adorf in Operazione San Gennaro, State buoni se potete
- Harry Guardino, Ralph Wolter e Carlo Pisacane in Operazione San Gennaro[12]
- Gianfranco Barra e Mico Galdieri in Se lo scopre Gargiulo
- Mario Scaccia e Gerardo Gargiulo in Ferdinando e Carolina
- Vittorio De Sica ne I due marescialli (in alcune brevi sequenze)
- Gegè Di Giacomo in Maruzzella
- Guido Alberti in 8½
- Nino Taranto in Stasera mi butto
- Carlo Taranto ne Il ragazzo che sapeva amare
- Enzo Maggio in Io non protesto, io amo
- Fanfulla in Fellini Satyricon
- Franco Rosi in Venga a fare il soldato da noi
- Al Lettieri in Bordella
- Helmut Qualtinger ne Il nome della rosa
- Luigi Montini in Mezzo destro mezzo sinistro - 2 calciatori senza pallone
- Pasquale Cajano in Casinò
- Francesco Mulè in Le spie vengono dal semifreddo
- Ferdinando Murolo in Dimmi che fai tutto per me
- Renato Carosone in Caravan petrol
- Dom DeLuise in Un tassinaro a New York
- Hercules Cortes in Ammazzali tutti e torna solo
- Paul Mercey in Nemici... per la pelle
- George Gaynes in Ternosecco
- Harry Belafonte in Kansas City

### Film d'animazione
- Angelo ne Lo scrigno delle sette perle

### Serie animate
- Dottor No in Carletto il principe dei mostri

## Doppiatori italiani
- Carlo Romano in Fra' Manisco cerca guai...
- Oreste Lionello in Come imparai ad amare le donne
- Giacomo Furia in Colpo grosso alla napoletana

## Riconoscimenti
- David di Donatello
  - 1989 – Miglior attore non protagonista per 'O re[13]
- Ciak d'oro
  - 1989 – Migliore attore non protagonista per 'O re[14]